# El rebaño de los ángeles
El rebaño de los ángeles es una película venezolana del director Román Chalbaud. Fue estrenada en 1979 y está basada en una obra teatral del mismo director.
Aborda y enlaza dos temas presentes en la sociedad venezolana: la crisis del sistema educacional, representada en la vida cotidiana de un liceo, y los conflictos de la población marginal ubicada en el cinturón de miseria de Caracas.

## Sinopsis
Ingrid, una muchacha de 16 años, estudiante del liceo Samuel Robinsón no ha superado el impacto de la muerte de su madre en meses recientes y a duras penas ha continuado asistiendo a las clases con una evidente crisis de comunicación. La vida en el seno familiar se ha hecho difícil a partir de los requerimientos de Asdrúbal., el último concubino de la madre de Ingrid. El terror de la imagen materna, domina la vida de Ingrid convirtiéndose en una permanente sensación de culpa al sentirse observada y acosada por Asdrúbal.

## Personajes
- Ingrid: Es una adolescente próxima a cumplir los 17 años y estudiante del último año de Bachillerato en el Liceo Samuel Robinsón; la muerte de su madre ha producido un impacto profundo en la joven estudiante, a tal punto que se ha convertido en una persona totalmente retraída y busca refugio en sus propios pensamientos, en los cuales le cuenta a su madre todo los acontecimientos recientes en su vida. Ingrid vive en una vivienda humilde junto a sus 4 hermanos menores y con Asdrúbal, el último concubino de su madre; quien demuestra un interés sexual en Ingrid y termina por seducirla. Con el peso de todos los acontecimientos recientes Ingrid opta por suicidarse lanzándose desde el último piso del Liceo, justo el día en que las clases son reanudadas, luego de que varios damnificados quienes se habían refugiado en el liceo son reubicados.

- Paula Méndez: Profesora de Literatura en el Liceo Samuel Robinson, está casada con Carlos un exitoso publicista, Paula ve con preocupación cierta indiferencia sexual de su marido, por lo que a toda costa desea salvar su matrimonio, llegando incluso a pensar en renunciar a su trabajo de docente para dedicarse a su hogar a tiempo completo; paralelamente debe enseñar a los estudiantes del último año de bachillerato del liceo y últimamente ha observado la actitud retraída de Ingrid, por lo que de alguna manera desea ayudarla para que la muchacha se reintegre a su entorno, sin embargo en un momento crucial para Ingrid en que le pide a la profesora Paula quedarse en su casa ante el temor de que Asdrúbal abuse de ella, la profesora despacha a Ingrid a su casa, puesto que ya tenía planes con su esposo, ignorando lo que Asdrúbal le haría a la chica esa noche.

- Asdrúbal: Es un hombre inescrupuloso, quien fue la pareja de la madre de Ingrid por 3 años, hasta que la señora murió. Es chófer de un camión de mudanzas y se quedó viviendo con Ingrid y sus hermanitos, sin embargo sus intenciones no son las mejores, ya que acosa constantemente a Ingrid, hasta que finalmente logra seducirla.

- Profesora Argelia: Es la directora del Liceo Samuel Robinson, se ve en la necesidad de expulsar a Ingrid del liceo, ya que durante la entonación del himno nacional la chica comienza a cantar en voz alta varias canciones infantiles y cuando la profesora la reprende, Ingrid manifiesta que no le importa que la expulsen; sin embargo la Profesora Paula aboga por Ingrid y la Profesora Argelia decide darle otra oportunidad. Como directora se preocupa por todos los estudiantes, a tal punto que cuando varias personas que perdieron sus casas ante las fuertes lluvias, se refugian en las instalaciones del liceo, a la directora no le importa continuar con las clases a fin de que los estudiantes no se atrasen.

- Sonia Vásquez: Es una chica estudiante del Liceo Samuel Robinson, es condiscípula de Ingrid; a pesar de que tiene un embarazo avanzado continua asistiendo a clases de manera regular, sin embargo su destino en el Liceo es incierto, ya que el cuerpo de profesores está estudiando la posibilidad de expulsarla del Liceo debido a su embarazo.

- Dimas: Es el estudiante mala conducta del grupo; no le importa enfrentarse a los profesores; a simplemente vista se nota que no tendrá un futuro muy esperanzador, pues tiene cierta tendencia a la delincuencia. Al día siguiente en que Ingrid es seducida por Asdrúbal y ella en plena clase de Literatura manifiesta que acudió la noche anterior a pedirle ayuda a la Profesora Paula, pero ella no pudo ofrecérsela por atender sus propios asuntos; Dimas se enfurece y enfrenta a la Profesora Paula y le dice que a los profesores no les importa lo que a los alumnos les pasa, tanto así que quieren expulsar a Sonia.

- Gregorio: Es el chico ocurrente y gracioso de la clase de Ingrid, sus constantes intervenciones en la clase de la Profesora Paula, siempre hacen reír a sus compañeros y a la misma profesora.

- Profesor de Matemáticas: Es un hombre de edad madura, muy severo y estricto a la hora de dar clases, sin embargo es blanco de burlas de los estudiantes durante las explicaciones, ya que en algunas ocasiones es incapaz de coordinar sus movimientos.

- Predicador: Es un personaje que participó en una actividad religiosa en el barrio donde vive Ingrid; durante la noche en que se desarrolla la actividad Ingrid y sus hermanitos asisten, pero de pronto comienza a llover y todos los concurrentes se van hacia sus casas excepto el predicador e Ingrid quien se queda sentada repitiendo la exclamación ¡Aleluya¡. Ingrid adoptara esta exclamación e inclusive la repite en el momento en que se va a suicidar.

- Datos: Q5826370